# Almaș-Agrij
Het Almaș-Agrij is een plateau in het district Sălaj, in het noordwesten van het Zevenburgs Plateau. Het plateau is gevormd door de rivieren Almaș en Agrij.